# Stauronematopsis sojae
Stauronematopsis sojae är en svampart som först beskrevs av Uecker & Kulik, och fick sitt nu gällande namn av Abbas, B. Sutton & Ghaffar 2002. Stauronematopsis sojae ingår i släktet Stauronematopsis, divisionen sporsäcksvampar och riket svampar.   Inga underarter finns listade i Catalogue of Life.